# Народна війна
Затяжна́ народна́ війна́ (кит. трад. 人民戰爭, спр. 人民战争) — наука про стратегію ведення партизанської війни, розроблена Мао Цзедуном і потім розвинена маоїстськими партіями.

## Теорія
Мао Цзедун назвав партизанську війну найефективнішим засобом опору владі (диктаторській, колоніальній чи окупаційній) і висунув основну ідею партизанської війни: «Ворог наступає — ми відступаємо, ворог зупинився — ми тривожимо, ворог відступає — ми переслідуємо». Мао створив теорію народної війни під час Громадянської війни та японсько-китайської війни.

### Елементи та стадії народної війни
- створення озброєного крила Комуністичної партії, а потім партизанської армії;
- Стратегічна оборона:
  - Захоплення партизанами влади у сільській місцевості;
  - Створення партизанських баз та революційних зон;
  - Проведення «новодемократичної революції» у звільнених партизанами зонах;
- Зосередження сил;
- Стратегічний наступ:
  - Оточення та взяття міст.

## Історія
- Громадянська війна у Китаї — народна війна, ведена Комуністичною партією Китаю .
- Збройний конфлікт у Перу — народна війна, ведена Комуністичною партією Перу (Сендеро Луміносо) .
- Громадянська війна в Непалі — народна війна, ведена Комуністичною партією Непалу (маоїстської) .
- Повстання наксалітів в Індії — народна війна, ведена Комуністичною партією Індії (маоїстської) .
- Повстання Нової народної армії на Філіппінах - народна війна, ведена Комуністичною партією Філіппін .
- Маоїстські повстанці ведуть також збройну боротьбу з урядом у Туреччині, Бутані та Бангладеші.

## Відмова
У середині 1980-х років НВАК відмовилася від теорії народної війни і звернулася до локальних конфліктів та сучасних військових технологій. У 1988 році були створені перші війська спеціального призначення Народно-визвольної армії Китаю, яка дотримувалась нової доктрини.